# Opisthoxia asopis
Opisthoxia asopis là một loài bướm đêm trong họ Geometridae.